# Рівняння дифузії
Рівняння дифузії являє собою окремий вид диференціального рівняння в часткових похідних. Буває нестаціонарним і стаціонарним.
В сенсі інтерпретації при вирішенні рівняння дифузії мова йде про знаходження залежності концентрації речовини (або інших об'єктів) від просторових координат і часу, причому заданий коефіцієнт (в загальному випадку також залежить від просторових координат і часу), що характеризує проникність середовища для дифузії. При вирішенні рівняння теплопровідності мова йде про знаходження залежності температури середовища від просторових координат і часу, причому установлено теплоємність і теплопровідність середовища (також в загальному випадку неоднорідність).
Фізично в тому і в іншому випадку передбачається відсутність або нехтування макроскопічними потокам речовини. Такими є фізичні межі застосовності цих рівнянь. Також, представляючи безперервну межа зазначених завдань (тобто не більше, ніж деяке наближення), рівняння дифузії і теплопровідності в загальному не описують статистичних флуктуацій і процесів близьких за масштабом до довжини і часу вільного пробігу, також досить сильно відхиляючись від передбачуваного точного рішення задачі в тому, що стосується кореляцій на відстанях, порівнянних (і великих) з відстанями, прохідними звуком (або вільними від опору середовища частинками при їх характерних швидкостях) в даному середовищі за цей час.
Це в переважній частині випадків відразу ж означає і те, що рівняння дифузії і теплопровідності по області застосування далекі від тих областей, де стають суттєвими квантові ефекти або кінцівку швидкості світла, тобто в переважній частині випадків не тільки по своєму висновку, але і принципово, обмежуються областю класичної ньютонівської фізики.
- Найближчим формальним, а багато в чому і змістовним, аналогом рівняння дифузії є рівняння Шредінгера, яке відрізняється від рівняння дифузії множником уявна одиниця перед похідної за часом. Багато теореми про рішення рівняння Шредінгера і навіть деякі види формального запису його рішень прямо аналогічні відповідним теоремам про рівняння дифузії і його рішеннях, проте якісно їх вирішення різняться дуже сильно.

## Загальний вигляд
Рівняння зазвичай записується так:
{\displaystyle {\frac {\partial \varphi (\mathbf {r} ,t)}{\partial t}}=\nabla \cdot {\big [}D(\varphi ,\mathbf {r} )\ \nabla \varphi (\mathbf {r} ,t){\big ]},}
де φ(r, t) — густина дифузійного речовини в точці r і під час t і D(φ, r) — узагальнений дифузійний коефіцієнт для щільності φ в точці r; ∇ — оператор набла. Якщо коефіцієнт дифузії залежить від щільності — рівняння нелінійно, в іншому випадку — лінійно.
Якщо D — симетрична позитивно визначений оператор, рівняння описує анізотропну дифузію: Якщо D постійне, то рівняння зводиться до лінійного диференціального рівняння:
{\displaystyle {\frac {\partial \phi (\mathbf {r} ,t)}{\partial t}}=D\nabla ^{2}\phi (\mathbf {r} ,t),}
також називається рівнянням теплопровідності.

## Історія походження
Диференціальне рівняння в часткових похідних було спочатку виведено Адольфом Фиком в 1855 році.

## Нестаціонарне рівняння
Нестаціонарне рівняння дифузії класифікується як параболічне диференціальне рівняння. Воно описує поширення розчиненої речовини внаслідок дифузії або перерозподіл температури тіла в результаті теплопровідності.

### Одновимірний випадок
У разі одновимірного дифузійного процесу з коефіцієнтом дифузії (теплопровідності) {\displaystyle D} рівняння має вигляд:
{\displaystyle {\frac {\partial }{\partial t}}c(x,\;t)={\frac {\partial }{\partial x}}D{\frac {\partial }{\partial x}}{c(x,\;t)}+f(x,\;t).}
При постійному {\displaystyle D} набуває вигляду:
{\displaystyle {\frac {\partial }{\partial t}}c(x,\;t)=D{\frac {\partial ^{2}}{\partial x^{2}}}{c(x,\;t)}+f(x,\;t),}
де {\displaystyle c(x,\;t)} — концентрація дифузійної речовини, a {\displaystyle f(x,\;t)} — функція, що описує джерела речовини (тепла).

### Тривимірний випадок
В тривимірному випадку рівняння набуває вигляду:
{\displaystyle {\frac {\partial }{\partial t}}c({\vec {r}},\;t)=(\nabla ,\;D\nabla c({\vec {r}},\;t))+f({\vec {r}},\;t),}
де {\displaystyle \nabla =(\partial _{x},\;\partial _{y},\;\partial _{z})} — оператор набла, а {\displaystyle (\;,\;)} — скалярний добуток. Він також може бути записано як
{\displaystyle \partial _{t}c=\mathbf {div} \,(D\,\mathbf {grad} \,c)+f,}
{\displaystyle {\frac {\partial }{\partial t}}c({\vec {r}},\;t)=D\Delta c({\vec {r}},\;t)+f({\vec {r}},\;t),}
де {\displaystyle \Delta =\nabla ^{2}={\frac {\partial ^{2}}{\partial x^{2}}}+{\frac {\partial ^{2}}{\partial y^{2}}}+{\frac {\partial ^{2}}{\partial z^{2}}}} — оператор Лапласа.

### n-мірний випадок
{\displaystyle n}-мірний випадок — пряме узагальнення наведеного вище, тільки під оператор набла, градієнтом і дивергенцією, а також під оператором Лапласа треба розуміти {\displaystyle n}-мірні версії відповідних операторів:
{\displaystyle \nabla =(\partial _{1},\;\partial _{2},\;\ldots ,\;\partial _{n}),}
{\displaystyle \Delta =\nabla ^{2}=\partial _{1}^{2}+\partial _{2}^{2}+\ldots +\partial _{n}^{2}.}
Це стосується і двовимірного випадку {\displaystyle n=2}.

### Мотивація

#### A.
Зазвичай рівняння дифузії виникає з емпіричного (або як-то теоретично отриманого) рівняння, що затверджує пропорційність потоку речовини (або теплової енергії) різниці концентрацій (температур) областей, розділених тонким шаром речовини заданої проникності, яка характеризується коефіцієнтом дифузії (або теплопровідності):
{\displaystyle \Phi =-\varkappa {\frac {\partial c}{\partial x}}} (одновимірний випадок),
{\displaystyle \mathbf {j} =-\varkappa \nabla c} (для будь-якої розмірності), у поєднанні з рівнянням безперервності, що виражає збереження речовини (або енергії):
{\displaystyle {\frac {\partial c}{\partial t}}+{\frac {\partial \Phi }{\partial x}}=0} (одновимірний випадок),
{\displaystyle {\frac {\partial c}{\partial t}}+\mathrm {div} \,\mathbf {j} =0} (для будь-якої розмірності), з урахуванням у випадку рівняння теплопровідності ще теплоємності (температура = щільність енергія / питома теплоємність).
- Тут джерело речовини (енергії) в правій частині опущений, але він, звичайно ж, може бути легко туди поміщений, якщо в задачі є приплив (відплив) речовини (енергії).

#### B.
Крім того, воно природно постає як безперервний межа аналогічного різницевого рівняння, що виникає в свою чергу при розгляді задачі про випадкове блукання на дискретній решітці (одномірної або {\displaystyle n}-мірної). (Це найпростіша модель; у більш складних моделях випадкових блукань рівняння дифузії також виникає в безперервному межі). Найпростішою інтерпретацією функції {\displaystyle c} в цьому випадку служить кількість (або концентрація) частинок в даній точці (або поблизу неї), причому кожна частинка рухається незалежно від решти без пам'яті (інерції) свого минулого (у більш складному випадку — з обмеженою за часом пам'яттю).

### Рішення
В одновимірному випадку фундаментальне рішення однорідного рівняння з постійним — не залежних від {\displaystyle x} і {\displaystyle t} — {\displaystyle D} (за початкової умови, що виражається дельта-функцією {\displaystyle c_{f}(x,\;0)=\delta (x)} і граничній умові {\displaystyle c_{f}(\infty ,\;t)=0}) є
{\displaystyle c_{f}(x,\;t)={\sqrt {\frac {1}{4\pi Dt}}}\exp \left(-{\frac {x^{2}}{4Dt}}\right).}
В цьому випадку {\displaystyle c_{f}(x,\;t)} можна інтерпретувати як щільність ймовірності того, що одна частинка, яка перебувала в початковий момент часу у вихідному пункті, через час {\displaystyle t} перейде в команду з координатою {\displaystyle x}. Те ж саме — з точністю до множника, що дорівнює кількості дифундують частинок — відноситься до їх концентрації, за умови відсутності або нехтуванні взаємодії дифундують частинок між собою. Тоді (при таких початкових умовах) середній квадрат видалення дифундують частинок (або відповідна характеристика розподілу температури) від початкової точки
{\displaystyle \langle x^{2}\rangle =\int \limits _{-\infty }^{+\infty }x^{2}c_{f}(x,\;t)\,dx=2Dt.}
У випадку довільного початкового розподілу {\displaystyle c(x,\;0)} загальне рішення рівняння дифузії представляється в інтегральному вигляді згортки:
{\displaystyle c(x,\;t)=\int \limits _{-\infty }^{+\infty }c(x',\;0)c_{f}(x-x',\;t)\,dx'=\int \limits _{-\infty }^{+\infty }c(x',\;0){\frac {1}{\sqrt {4\pi Dt}}}\exp \left(-{\frac {(x-x')^{2}}{4Dt}}\right)\,dx'.}

### Фізичні зауваження
Так як наближення, яке реалізується рівняннями дифузії і теплопровідності, принципово обмежується областю низьких швидкостей і макроскопічних масштабів (див. вище), то не дивно, що їх фундаментальне рішення на великих відстанях веде себе не дуже реалістично, формально допускаючи нескінченне поширення впливу в просторі за кінцеве час; при цьому треба зауважити, що величина цього впливу так швидко убуває з відстанню, що цей ефект, як правило, в принципі ненаблюдаем (наприклад, мова йде про концентраціях багато менше одиниці).
Втім, якщо мова йде про ситуації, коли можуть бути експериментально виміряні настільки маленькі концентрації, і це для нас суттєво, потрібно користуватися щонайменше не диференціальним, а різницевим рівнянням дифузії, а краще — і більш докладними мікроскопічної фізичної та статистичної моделями, щоб отримати більш адекватне уявлення про реальності в цих випадках.

## Стаціонарне рівняння
У випадку, коли ставиться завдання по знаходженню встановленого розподілу щільності або температури (наприклад, у випадку, коли розподіл джерел не залежить від часу), з нестаціонарного рівняння викидають члени рівняння, пов'язані з часом. Тоді виходить стаціонарне рівняння теплопровідності, що відноситься до класу еліптичних рівнянь. Його загальний вигляд:
{\displaystyle -(\nabla ,\;D\nabla c({\vec {r}}))=f({\vec {r}}).}
- При {\displaystyle D}, не залежному від {\displaystyle {\vec {r}}}, стаціонарне рівняння дифузії стає рівнянням Пуассона (неоднорідне), або рівнянням Лапласа (однорідне, тобто при {\displaystyle f=0}):

{\displaystyle \Delta c({\vec {r}})=-{\frac {f({\vec {r}})}{D}},}
{\displaystyle \Delta c({\vec {r}})=0.}

## Постановка крайових задач
- Задача з початковими умовами (задача Коші) про розподіл температури на нескінченній прямій

Якщо розглядати процес теплопровідності в дуже довгому стрижні, то протягом невеликого проміжку часу вплив температур на кордонах практично відсутня, і температура на аналізованому ділянці залежить лише від початкового розподілу температур.
Знайти рішення рівняння теплопровідності в області {\displaystyle -\infty \leqslant x\leqslant +\infty } і {\displaystyle t\geqslant t_{0}}, що задовольняє умові {\displaystyle u(x,\;t_{0})=\varphi (x)\quad (-\infty <x<+\infty )}, де {\displaystyle \varphi (x)} — задана функція.
- Перша крайова задача для стрижня напівбезмежного

Якщо нас цікавить ділянку стрижня знаходиться поблизу одного кінця і значно віддалений від іншого, то ми приходимо до крайової задачі, в якій враховується вплив лише однієї з крайових умов.
Знайти рішення рівняння теплопровідності в області {\displaystyle -\infty \leqslant x\leqslant +\infty } і {\displaystyle t\geqslant t_{0}}, що задовольняє умовам
{\displaystyle \left\{{\begin{array}{l}u(x,\;t_{0})=\varphi (x),\quad (0<x<\infty )\\u(0,\;t)=\mu (t),\quad (t\geqslant t_{0})\end{array}}\right.}
де {\displaystyle \varphi (x)} і {\displaystyle \mu (t)} — задані функції.
- Крайова задача без початкових умов

Якщо момент часу, який нас цікавить досить віддалений від початкового, то має сенс знехтувати початковими умовами, оскільки їх вплив на процес з часом слабшає. Таким чином, ми приходимо до задачі, в якій задані крайові умови та відсутні початкові.
Знайти рішення рівняння теплопровідності в області {\displaystyle 0\leqslant x\leqslant l} і {\displaystyle -\infty <t}, що задовольняє умовам
{\displaystyle \left\{{\begin{array}{l}u(0,\;t)=\mu _{1}(t),\\u(l,\;t)=\mu _{2}(t),\end{array}}\right.}
де {\displaystyle \mu _{1}(t)} і {\displaystyle \mu _{2}(t)} — задані функції.
- Крайові задачі для обмеженого стрижня

Розглянемо наступну крайову задачу:
{\displaystyle u_{t}=a^{2}u_{xx}+f(x,\;t),\quad 0<x<l,\;0<t\leqslant T} — рівняння теплопровідності.
Якщо {\displaystyle f(x,\;t)=0}, то таке рівняння називають однорідним, в іншому випадку — неоднорідним.
{\displaystyle u(x,\;0)=\varphi (x),\quad 0\leqslant x\leqslant l} — початкова умова в момент часу {\displaystyle t=0}, температура в точці {\displaystyle x} задається функцією {\displaystyle \varphi (x)}.
 : {\displaystyle \left.{\begin{array}{l}u(0,\;t)=\mu _{1}(t),\\u(l,\;t)=\mu _{2}(t),\end{array}}\right\}\quad 0\leqslant t\leqslant T} — крайові умови. Функції {\displaystyle \mu _{1}(t)} і {\displaystyle \mu _{2}(t)} задають значення температури в граничних точках 0 і {\displaystyle l} у будь-який момент часу {\displaystyle t}.
Залежно від виду крайових умов задачі для рівняння теплопровідності можна розбити на три типи. Розглянемо загальний випадок ({\displaystyle \alpha _{i}^{2}+\beta _{i}^{2}\neq 0,\;(i=1,\;2)}).
{\displaystyle {\begin{array}{l}\alpha _{1}u_{x}(0,\;t)+\beta _{1}u(0,\;t)=\mu _{1}(t),\\\alpha _{2}u_{x}(l,\;t)+\beta _{2}u(l,\;t)=\mu _{2}(t).\end{array}}}
Якщо {\displaystyle \alpha _{i}=0,\;(i=1,\;2)}, то таку умову називають умовою першого роду, якщо {\displaystyle \beta _{i}=0,\;(i=1,\;2)} — другого роду, а якщо {\displaystyle \alpha _{i}} і {\displaystyle \beta _{i}} відмінні від нуля, то умовою третього роду. Звідси отримуємо задачі для рівняння теплопровідності — першу, другу і третю крайову.

## Принцип максимуму
Нехай функція {\displaystyle u(x,\;t)} у просторі {\displaystyle D\times [0,\;T],\;D\in \mathbb {R} ^{n}} відповідає однорідному рівнянню теплопровідності {\displaystyle {\frac {\partial u}{\partial t}}-a^{2}\Delta u=0}, причому {\displaystyle D} — обмежена область. Принцип максимуму стверджує, що функція {\displaystyle u(x,\;t)} може приймати екстремальні значення в початковий момент часу, або на межі області {\displaystyle D}>.